# Rundvial
Rundvial (Lathyrus rotundifolius) är en ärtväxtart som beskrevs av Carl Ludwig von Willdenow. Enligt Catalogue of Life ingår Rundvial i släktet vialer och familjen ärtväxter, men enligt Dyntaxa är tillhörigheten istället släktet vialer och familjen ärtväxter. IUCN kategoriserar arten globalt som livskraftig. Arten är reproducerande i Sverige. Utöver nominatformen finns också underarten L. r. miniatus.

## Bildgalleri

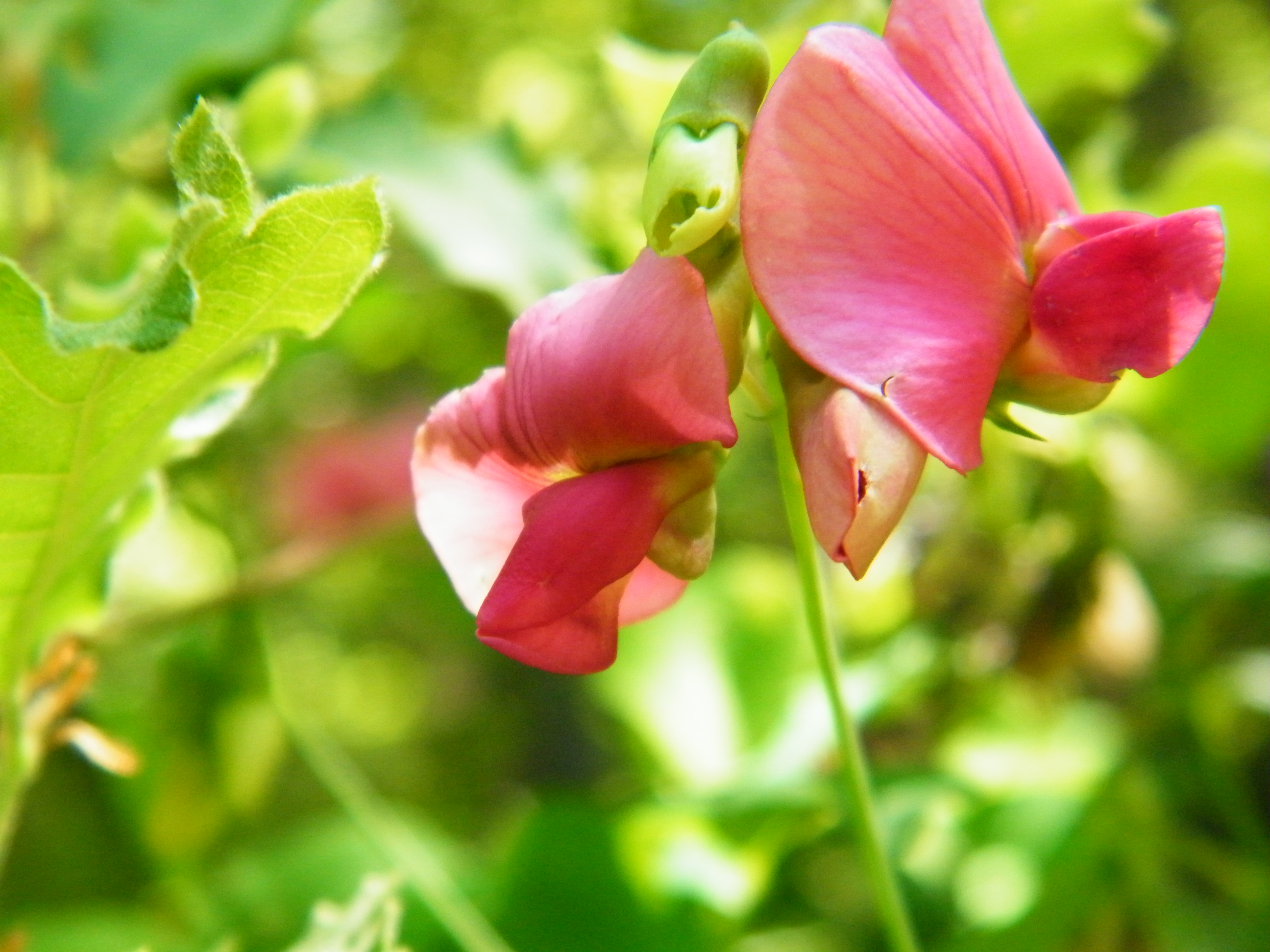